# Johann Abraham Ihle
Johann Abraham Ihle (Leipzig, 14. lipnja 1627. – Leipzig, ~1699.), njemački astronom
Radio je kao poštanski namještenik u Leipzigu i dopisivao se s Gottfriedom Kirchom o svojim astronomskim promatranjima. Otkrio je Messier 22.

## Vanjske poveznice
- Johann Abraham Ihle Stranice Wolfganga Steinickea